# アーシヴィスイト＝ニピサット、氷と海の間のイヌイットの狩場
アーシヴィスイト＝ニピサット、氷と海の間のイヌイットの狩場（アーシヴィスイト＝ニピサット、こおりとうみのあいだのイヌイットのかりば）は、デンマークの世界遺産の一つである。グリーンランドのイヌイット（カラーリット）にとっての夏季野営地だったアーシヴィスイト周辺から、デービス海峡に面するニピサット島周辺の海域までを対象とする文化的景観であり、数千年に及ぶパレオ・イヌイットやイヌイットの海洋動物やカリブーの狩猟・漁撈・採集文化を伝えている。

## 登録経緯
この資産が世界遺産の暫定リストに記載されたのは2003年1月29日のことであり、2017年1月24日に正式推薦された。世界遺産の推薦に当たっては、すでに世界遺産リストに登録されている資産などとの比較研究が必要になる。この資産の推薦では、アラスカ、カナダ、シベリア等の文化的景観と比較されているものの、世界遺産リスト登録物件で同じグリーンランドのグリーンランドのグヤダー:氷冠縁辺部における古代スカンジナビア人とイヌイットの農業景観（アーシヴィスイト＝ニピサットの推薦時点では、暫定リスト記載物件）しか挙げられていなかった。推薦国の主張では、新世界の北極圏に関わる資産が他にないというのが理由だった。それに対し、世界遺産委員会の諮問機関である国際記念物遺跡会議 (ICOMOS) は、比較研究の妥当性やこの資産の顕著な普遍的価値を認め、「登録」を勧告した。
それを踏まえた第42回世界遺産委員会では、委員国から登録を歓迎する発言が多く寄せられ、問題なく登録された。デンマークの世界遺産としては10件目、グリーンランドの世界遺産としては前年登録のグリーンランドのグヤダー:氷冠縁辺部における古代スカンジナビア人とイヌイットの農業景観に続いて2年連続3件目である。

### 登録名
この物件の正式登録名は、英語: Aasivissuit – Nipisat. Inuit Hunting Ground between Ice and Sea、フランス語: Aasivissuit-Nipisat. Terres de chasse inuites entre mer et glaceである。その日本語訳は、以下のように揺れがある。
- アアシヴィスイトからニピサット:氷と海の間に広がるイヌイットの狩猟場 - 世界遺産検定事務局[5]
- アシヴィスイット―ニピサット、氷と海の間のイヌイットの狩場 - 月刊文化財[6]
- アシヴィスイット―ニピサット、氷と海の間のイヌイトの狩場 - プレック研究所[3]
- アシヴィスイット―ニピサット、氷と海の間に広がるイヌイットの狩猟場 - なるほど知図帳[7]
- アーシヴィスイト・ニピサット - 今がわかる時代がわかる世界地図[8]
- アシヴィスイット―ニピサット、氷と海に覆われたイヌイットの狩場 - 古田陽久[9]

## 登録範囲
登録範囲はグリーンランドの地方行政区画でいえば、全域がケッカタに属している。 デービス海峡の海域から、島やフィヨルド、さらに内陸の氷床の一部に至る東西約235 km、南北約20kmほどの東西に細長い範囲が登録され、その面積は417,800 ha（4,178 km2）になる。この面積は日本の都道府県で言えば東京都のほぼ2倍に相当し、グリーンランドの世界自然遺産イルリサット・アイスフィヨルドよりもやや大きい。その一方、通常設定される緩衝地帯は、この物件には設定されていない。世界遺産は2005年以降、緩衝地帯を設定するのが普通だが、範囲が十分に広い場合などには設定しないことも認められる（世界遺産#緩衝地帯参照）。この物件について、緩衝地帯は設定されていないが、その代わりに管理体制を今後も整備していく必要性も指摘されている。

### 主要な登録地
この遺産はまとまった範囲が登録されたものであり、個別の構成資産の集積体とは異なる。ただし、ICOMOSの勧告書では、「7件の鍵となる場所」(seven key localities) が挙げられている。その概要を一覧表にまとめると以下のとおりである（アーシヴィスイト周辺が東端、ニピサット島周辺が西端にあたる）。
| 地名                | 概要 |
| ------------------- | --- |
| Aasivissuit         | 15世紀から19世紀の最大級の夏季野営地。考古学的にはサカク文化期（紀元前2500年頃 - 前800年頃）のパレオ・エスキモーの遺物なども出土している。サカク文化の住居はテントであり、このアーシヴィスイトからもテント跡の遺物が見つかっている。 |
| Itinnerup Tupersuai | 18世紀から19世紀を中心とする夏季野営地群で、今も漁師や猟師に使われている。キリスト教伝道以前の墓所もある。 |
| Saqqarliit          | 1859年に設立され、後に放棄されたフィヨルドの施設だが、20世紀に公的管理下でいくらかの移築などが行われた。 |
| Sarfannguit         | 1843年設立の集落で、今も120人ほどの狩猟・漁撈で生計を立てる住民たちが暮らしている。登録範囲内で定住者がいる集落は他にない。 |
| Arajutsisut         | チューレ文化（西暦1200年頃 - 1500年頃）などの伝統的な遺構群が残る冬用の居住地。 |
| Innap Nuua          | Arajutsisutとともにデービス海峡に面する冬期の居住地。チューレ文化以降の遺構が残る。 |
| Nipisat             | ニピサット島ではサカク文化、チューレ文化、それ以降のイヌイットの文化など、様々な時期の生業の痕跡が発見されている。それらの時期の多様な出土品が発見されており、シシミウトの博物館に所蔵されている。                                   |

## 登録基準
この世界遺産は世界遺産登録基準のうち、以下の条件を満たし、登録された（以下の基準は世界遺産センター公表の登録基準からの翻訳、引用である）。
- (5) ある文化（または複数の文化）を代表する伝統的集落、あるいは陸上ないし海上利用の際立った例。もしくは特に不可逆的な変化の中で存続が危ぶまれている人と環境の関わりあいの際立った例。
  - 世界遺産委員会の決議では、この基準の適用理由について、この資産が「この地方における人類文化の復元力と、季節的移住の伝統とを示している。数千年紀に及ぶ文化と自然の相互作用の豊富な物証、手付かずでダイナミックな自然景観、無形文化遺産、イヌイットによる継続的狩猟と季節移動、およびその他の属性が、この特徴的な文化的景観の中で組み合わさっている。このことは、東西を横断する行路の継続的な使用、パレオエスキモー文化・エスキモー文化の豊富な考古学的記録、狩猟・漁撈・採集民族が北極圏で暮らすことを可能にした野営地や狩猟道具といったものを通じて示されている」[13]とした。

なお、世界遺産委員会の審議では、委員国から気候変動の影響を受けやすい資産であることから、啓発活動への意義を指摘する意見もあった。

## 保護
登録範囲は全て公有地であり、グリーンランド自治政府の管理下にある。各種文化遺産保護関連の法令の対象となっており、一部地域にラムサール条約登録地が含まれる。